# Jean Claessens
Jean Claessens (* 18. Juni 1908 in Anderlecht; † 1978) war ein belgischer Fußballspieler. Er nahm an der Fußball-Weltmeisterschaft 1934 teil.

## Laufbahn

### Verein
Claessens spielte von 1926 bis 1939 für Royale Union Saint-Gilloise. Er gehörte zur legendären Union 60, die zwischen Januar 1933 und Februar 1935 in 60 aufeinander folgenden Ligaspielen der Ersten Division ungeschlagen blieb. In diesem Zeitraum gewann er mit seinem Klub dreimal in Folge die belgische Meisterschaft.
Nach der kriegsbedingten Unterbrechung des Spielbetriebs war Claessens 1942 eine Spielzeit für den Racing Club Brüssel aktiv. 1946 beendete er seine Spielerkarriere bei RAEC Mons in der dritten belgischen Liga.

### Nationalmannschaft
Sein Debüt in der belgischen Nationalmannschaft gab Claessens am 17. April 1932 bei der 1:2-Niederlage im Freundschaftsspiel gegen die Niederlande in Amsterdam.
Er stand im belgischen Aufgebot für die Fußball-Weltmeisterschaft 1934 in Italien, wo er bei der 2:5-Niederlage im Spiel gegen Deutschland zum Einsatz kam.
Zwischen 1932 und 1936 bestritt Claessens insgesamt 21 Länderspiele für Belgien, in denen er ohne Torerfolg blieb.

## Erfolge
- Belgischer Meister: 1933, 1934 und 1935